# Еліта Шабвані

Прапор Північного Ємену, що використовується спец силами.

Еліта Шабвані (араб. النخبة الشبوانية; An-Nukhba al-Shabwaniyya) — військове формування що діє на території провінції Шабва, Ємен, головной цілью формування є спротив Аль-Каїді на Аравійському півострові (АКАП). На початок листопада 2017 формування налічувало приблизно 6,000 військовослужбовців та контролювало більшість території в провінції, командир формування Мухамед Салем аль-Кумиші.
Озброєні та навчені в ОАЕ, Еліта Шабвані розпочала операцію проти АКАП 2 серпня 2017, за підтримки еміратів та збройних сил США, нині ведеться захоплення міста Атак.